# Samuel Karger
Siegbert Samuel Karger (ur. 21 maja 1863 w Oborniku, zm. 1 lipca 1935 w Berlinie) – niemiecki księgarz i wydawca.
Uczył się zawodu w Poznaniu. Potem pracował w Berlinie, m.in. w księgarni Stuhra. 1 kwietnia 1890 roku w Berlinie założył własne wydawnictwo (S. Karger Verlag), z siedzibą przy Rathenowerstrasse 95. Wydawnictwo specjalizowało się w fachowej literaturze medycznej. Wydawnictwo po ojcu przejął syn Heinz (1895–1959); od 1937 roku siedziba Karger Verlag znajduje się w Bazylei.